# Proboscidea sabulosa
Proboscidea sabulosa är en martyniaväxtart som beskrevs av Donovan Stewart Correll. Proboscidea sabulosa ingår i släktet bockhornssläktet, och familjen martyniaväxter. Inga underarter finns listade i Catalogue of Life.